# Marcel Grégoire
Marcel Grégoire (Heusy, 14 maart 1907 - Ukkel, 11 juni 1996) was een Belgisch advocaat, minister voor de UDB en journalist.

## Biografie
Als doctor in de rechten aan de Université libre de Bruxelles (1930) werd Marcel Grégoire beroepshalve advocaat aan de balie van Brussel en werkte hij in de associatie geleid door Hubert Pierlot. Tevens was hij journalist bij de krant La Cité chrétienne', waarvan hij van 1934 tot 1938 directeur was. 
Grégoire was getrouwd met Angelé Van Oppens, ook jurist en kinderrechter.
In de Tweede Wereldoorlog was hij journalist voor de clandestiene La Libre Belgique, waarmee hij deel uitmaakte van het verzet. Tevens was hij luitenant-kolonel bij het Onafhankelijkheidsfront. Nadat Grégoire dreigde opgepakt te worden door de Duitse bezetter vluchtte hij naar Londen.
Na de bevrijding van september 1944 keerde Grégoire terug naar België, waar hij medeoprichter werd van de Union démocratique belge. In 1945-1946 was hij namens de partij minister van Justitie in de regering-Van Acker II. De UDB bleef echter niet lang bestaan en werd na zwaar tegenvallende resultaten bij de verkiezingen van 1946 opgedoekt. Grégoire volgde geen verdere politieke loopbaan meer en werd de voorzitter van het Belgisch Instituut van Wetenschappelijke Politiek en journalist bij Le Soir. Hij verwierf bekendheid en invloed als scherp analist van de politieke evoluties en toestanden.
Hij was bestuurder van de Stichting Bernheim.